# Volo USAir 5050
Il volo USAir 5050 era un volo di linea della US Airways con decollo dall'Aeroporto LaGuardia e destinazione l'Aeroporto Internazionale di Charlotte. Il 20 settembre 1989, il Boeing 737 che operava il volo si schiantò durante la fase di decollo dal LaGuardia a causa di un errore del pilota. Nell'incidente persero la vita due persone.

## Il velivolo
Il velivolo coinvolto nell'incidente era un Boeing 737-400 con numero di registrazione N416US e S/N 23884 motorizzato da due CFM-56-32B consegnato alla Piedmont Airlines il 23 dicembre 1988. Il 5 agosto 1989 il Boeing venne trasferito alla US Airways. Al momento dell'incidente aveva accumulato 2,235 ore di volo e 1,730 cicli.

### Equipaggio
Il Boeing era ai comandi del Comandante Michael Martin, 36 anni, e del Primo Ufficiale Constantine Kleissas di 29 anni. Martin, prima di approdare in US Airways, era stato Comandante di C-130 nell'USAF. Al momento dell'incidente ricopriva il grado di maggiore presso l'Air Force Reserve Command ed aveva accumulato oltre 2600 ore di volo di cui 140 come Comandante di 737.
Il primo ufficiale Kleissas invece era stato assunto sei mesi prima dell'incidente e il volo 5050 era il suo primo decollo senza la supervisione di un istruttore.

## Il volo

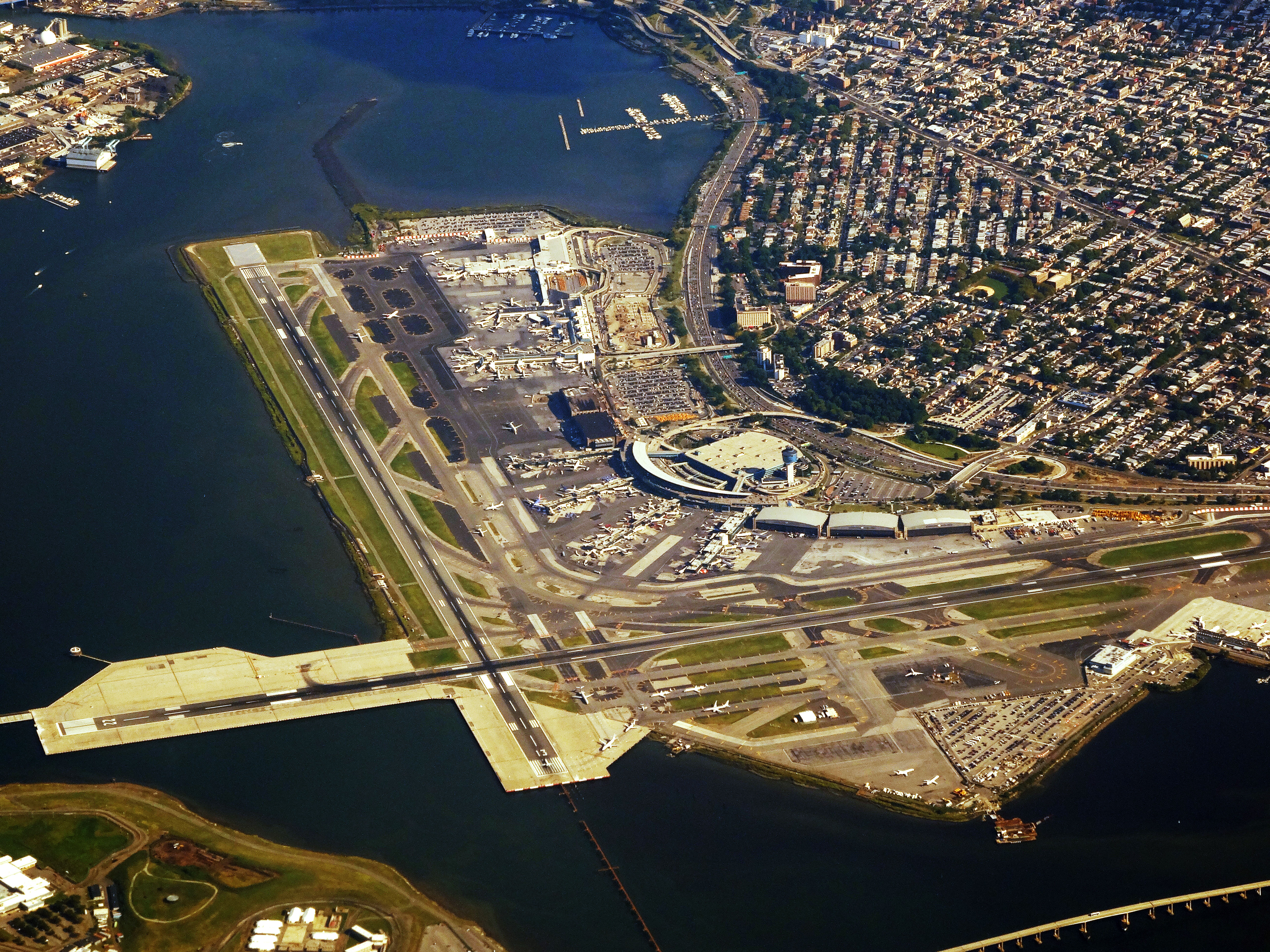
La pista 31 è quella in alto alla foto

Il 20 settembre 1989, a causa di condizioni meteorologiche avverse, il volo USAir 1846 venne cancellato. Alcune ore più tardi, per sostituirlo, la sala operativa della Us Airways comunicò al comandante Martin che, invece di decollare senza passeggeri per un volo di trasferimento come previsto, avrebbe sostituito il volo precedentemente cancellato.
Imbarcati quindi i passeggeri, alle 22:52 il Boeing lasciò il Gate 15 dell'Aeroporto LaGuardia dirigendosi verso la pista 31. Durante le operazioni di rullaggio l'equipaggio intraprendeva la procedura di pre-decollo compiendo i controlli necessari. Davanti al 737 c'erano sette aerei.
Alle 23:20 il Boeing ricevette l'autorizzazione al decollo. Le condizioni meteo riportavano una visibilità di 5 miglia ed una leggera pioggia. Dopo 18 secondi dalla partenza si sentì una forte esplosione e l'aereo iniziò a scivolare verso sinistra. Malgrado l'azione dei piloti sui freni e sul ruotino, il velivolo continuò a deviare. Il comandante decise quindi di interrompere il decollo a oltre 130 nodi (la V1 calcolata era 125 nodi). Il Boeing oltrepassò la soglia pista a circa 34 nodi colpendo le luci di pista e arrestandosi in mare contro la barriera frangiflutti.
L'impatto avvenne alle 23:21:21 nell'oscurità provocando la morte di due passeggeri e quindici feriti. I piloti e gli altri membri dell'equipaggio riportarono lesioni minori. L'aeroporto rimase chiuso per sei ore.

## L'inchiesta
Per accertare le cause dell'incidente venne nominata una commissione presieduta dalla National Transportation Safety Board. Il buono stato del relitto del Boeing, le testimonianze dei due piloti e l'analisi dei sistemi di registrazione dei dati di volo portò gli investigatori a scoprire che il trim del timone di coda era all'estrema sinistra fin dalla partenza dal Gate. Il problema non venne mai risolto malgrado la lista di controlli pre-decollo prescrivesse di controllare e impostare i trim in posizione di decollo. Il comandante inoltre attuò le operazioni di interruzione del decollo in ritardo e dopo aver superato la velocità di rotazione (Vr). Dalle registrazioni audio emerse uno scarso coordinamento tra i due piloti i quali avevano una limitata esperienza sulla macchina.
La causa più probabile per spiegare la posizione del trim è che quando il velivolo era a terra qualcuno urtò il selettore posizionato nella consolle centrale.
L'NTSB non fu in grado di capire come abbiano fatto i piloti a non accorgersi del problema durante il rullaggio.

### Polemiche
Il giorno dopo l'incidente i due piloti diventarono irraggiungibili senza spiegazione per tutto il giorno. La causa di questa improvvisa scomparsa venne spiegata dal sindacato dei piloti ALPA che sequestrò i due piloti non rivelando all'NTSB la loro ubicazione. Secondo la stampa i due piloti sarebbero stati visti bere sostanze alcoliche al bar prima del volo e solo dopo 44 ore e la richiesta da parte dell'NTSB di fornire campioni di sangue e urine i piloti comparirono davanti alla commissione. Il comandante e il primo ufficiale fornirono solamente dei campioni di urina in quanto gli altri esami non erano richiesti dalla FAA.
Il 27 marzo 1990 la FAA comunicò di aver revocato la licenza di pilota a Martin.